# 2107
2107 (ММCVII) е обикновена година, започваща в събота според Григорианския календар. Тя е 2107-мата година от новата ера, сто и седмата от третото хилядолетие и осмата от 2100-те.